# Infibulació
La infibulació és l'eliminació ritual dels genitals externs femenins i la sutura de la vulva, una pràctica que es troba principalment al nord-est d'Àfrica, particularment a Djibouti, Eritrea, Etiòpia, Somàlia i Sudan. L'⁣Organització Mundial de la Salut fa referència al procediment com a mutilació genital femenina tipus III. La infibulació també pot referir-se a col·locar un fermall a través del prepuci en els homes.

## Dones

Tipus d'infibulació femenina

La infibulació femenina, coneguda com a mutilació genital femenina (MGF) tipus III, i als països on es practica com a circumcisió faraònica, és l'extirpació dels llavis interns i externs i la sutura de la vulva. Normalment, s'acompanya de l'extirpació del gland del clítoris. La pràctica es concentra a Djibouti, Eritrea, Etiòpia, Somàlia i Sudan. Durant una enquesta del 2014 al Sudan, més del 80% de les persones que havien patit qualsevol forma de MGF havien estat cosides.
El procediment deixa una paret de pell i carn a través de la vagina i la resta de la zona púbica. En introduir una branca o objecte similar abans que la ferida cicatritzi, es crea un petit forat per al pas de l'orina i la sang menstrual. Les cames estan lligades entre dues i quatre setmanes per permetre la curació.
La vagina sol ser penetrada en el moment del matrimoni d'una dona pel penis del seu marit, o tallant el teixit amb un ganivet. La vagina s'obre més per al part i normalment es torna a tancar després, un procés conegut com a desfibulació (o desinfibulació) i reinfibulació. La infibulació pot causar dolor i infecció crònics, danys a l'òrgan, micció prolongada, incontinència urinària, incapacitat per quedar-se embarassada, dificultat per part, fístula obstètrica i sagnat mortal.

## Homes

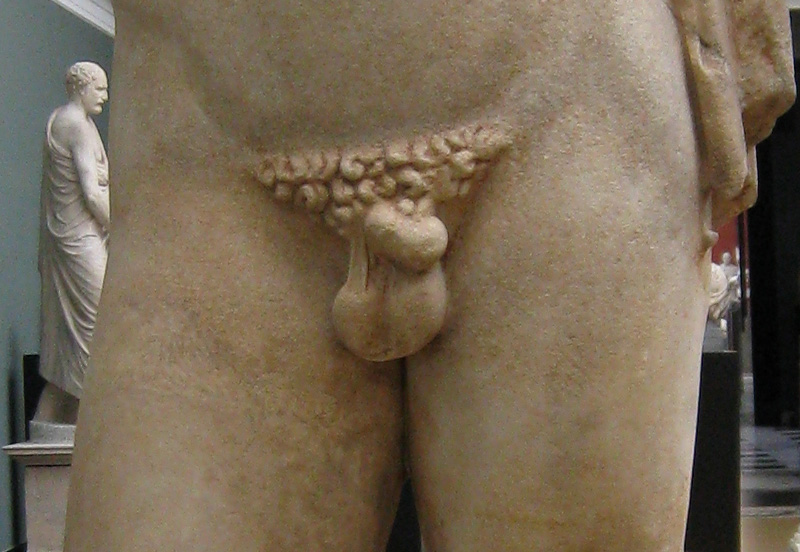
Una estàtua de marbre del poeta grec Anacreont (582–485 aC), que mostra kynodesmē

La infibulació també es refereix a col·locar un fermall a través del prepuci masculí. A l'antiga Grècia, els atletes masculins, cantants i altres intèrprets públics utilitzaven un fermall o corda per tancar el prepuci i estirar el penis cap a un costat, una pràctica coneguda com a kynodesmē (literalment "corbata de gos"). Molts kynodesmē es representen en gerros, gairebé exclusivament confinats a simposistes i komasts, que per regla general són homes més grans (o almenys madurs). A Roma, una fíbula era sovint un tipus d'anell que s'usava de manera similar a un cinodesme.
Kynodesmē era vist com un signe de contenció i abstinència, però també estava relacionat amb preocupacions de modèstia; en les representacions artístiques, es considerava obscè i ofensiu mostrar un penis llarg i el gland en particular. Lligar el penis amb una corda era una manera d'evitar el que es veia com l'espectacle vergonyós i deshonrós d'un penis de gland, quelcom associat a persones sense fama, com els esclaus i els bàrbars. Per tant, transmetia la vàlua moral i la modèstia del tema.